# Antaeopolis (stolica tytularna)
Antaeopolis (łac. Diœcesis Antæpolitanus) – stolica historycznej diecezji w Cesarstwie Rzymskim (prowincja Tebaida), współcześnie w Egipcie. Od XVIII wieku katolickie biskupstwo tytularne, od 1978 nieobsadzone. Pierwszym biskupem tytularnym został Franciszek Antoni Kobielski, mianowany biskupem pomocniczym Włocławka.

## Biskupi tytularni
| Lp. | Biskup                                 | Od               | Do                |
| --- | -------------------------------------- | ---------------- | ----------------- |
| 1   | Franciszek Antoni Kobielski            | 23 lipca 1725    | 19 listopada 1736 |
| 2   | Carmine Cioffi                         | 11 lutego 1737   | 1783              |
| 3   | Matthias Paul Steindl                  | 14 kwietnia 1817 | 2 maja 1828       |
| 4   | Giovanni Dominico Faustino Ceretti OMV | 5 lipca 1842     | 25 grudnia 1855   |
| 5   | Silvio Luis Haro Alvear                | 17 lipca 1950    | 23 marca 1955     |
| 6   | Ubaldo Teofano Stella OCD              | 4 czerwca 1955   | 9 listopada 1978  |